# 12 Memories
Albums de Travis
The Invisible Band
(2001) The Boy with No Name
(2007)
12 Memories est un album du groupe de rock écossais Travis, sorti en 2003, chez Epic.

## Liste des titres
1. Quicksand
2. The Beautiful Occupation
3. Re-Offender
4. Peace the Fuck Out
5. How Many Hearts
6. Paperclips
7. Somewhere Else
8. Love Will Come Through
9. Mid-life Krysis
10. Happy to Hang Around
11. Walking Down the Hill
12. Some Sad Song (chanson cachée)